# Achaearanea alboinsignita
Achaearanea alboinsignita là một loài nhện trong họ Theridiidae.
Loài này thuộc chi Achaearanea. Achaearanea alboinsignita được George Hazelwood Locket miêu tả năm 1980.